# آلیاکساندرا نارکویچ
آلیاکساندرا نارکویچ (به انگلیسی: Aliaksandra Narkevich) ژیمناست زادهٔ ۲۲ دسامبر ۱۹۹۵ میلادی اهل کشور بلاروس است.آلیاکساندرا نارکویچ صاحب عنواین زیادی از جمله قهرمانی مسابقات جهان،و همچنین نایب قهرمانی مسابقات المپیک است.